# 平松直哉
平松 直哉（ひらまつ なおや）は、社団法人全国盗撮犯罪防止ネットワーク　代表理事。
性的な目的をもっている盗撮犯罪について解析し、その犯罪の手口、被害実態について調査、研究する性的盗撮犯罪防止の第一人として多くのメディア等で取りあげられている。
和歌山県和歌山市出身。

## 活動実績
全国盗撮犯罪防止ネットワークについて
知り合いの警察官からの相談で和歌山県下とその近隣での行われている盗撮事件を追及する中で、劣悪な盗撮犯罪の現状を知る。元警視庁警察官でジャーナリスト黒木昭雄と防犯アドバイザー京師 美佳らと、非営利活動として民間団体 全国盗撮犯罪防止ネットワークを結成する。性的な目的で盗撮する犯罪の撲滅を目指し、厳罰に処する法律（性的盗撮防止法（仮））の制定を目指す活動をしている。

## 非営利活動　全国盗撮犯罪防止ネットワーク

### 活動目的
(１)　盗撮防止法制定に向けた活動
　(２)　盗撮犯罪被害実態調査
　(３)　盗撮犯罪被害者の救済活動
　(４)　盗撮犯罪の防止に関する研究・セミナーの実施
　(５)　人権尊重思想の普及、高揚を図るための各種啓発活動
　(６)　上記に附帯する活動の実施 　　

被害者の性的尊厳を守るため、性的盗撮に特化し厳しく取り締まる法律をつくるために、一人でも多くの方の賛同が必要なのです。（全国盗撮犯罪防止ネットワークHP ご挨拶 と 経緯 より一部抜粋）

### 公表されているメンバー
- 平松 直哉（代表）
- 京師 美佳[3]
- 黒木 昭雄[1]（名誉顧問）
- その他支援者

## 被害者支援について
（全国盗撮犯罪防止ネットワークHPの被害者支援のページより一部抜粋）

### 盗撮被害に遭遇した場合
- 駅の公衆・デパート等のトイレで盗撮機器を発見した場合、盗撮犯が近くにいる場合が多い為、身の安全を優先し必ず110番通報をしてください。それ以外の場所での盗撮については、施設関係者が盗撮を行っている場合も多々あるため、店員への通報と同時に必ず110番通報をして下さい。通報して警察官が現場に到着する間に犯人がデータを消去する恐れがあります。施設の人間や店員が犯人の場合もあり、現場を確認するフリをしてデータを消去や隠蔽する恐れがあるので、周りの人間の行動には注意して下さい。
- 過去、当会に通報された例として、マッサージ店、宿泊施設、学校・企業、自宅等で機器を発見した場合や被害を現認した場合も、110番通報をすることを推奨しています。 全国盗撮犯罪防止ネットワークとしての対応・ネット上や販売されている商品に自身が盗撮された映像が確認できる場合。 ・学校等で、教師から盗撮された事実を告げられ、自身が被害者であると判明した場合。

## 活動履歴
全国盗撮犯罪防止ネットワークのHP における「報道資料」のページをもとに記述。
- 2004年　
  - 08月　週刊プレイボーイ2004/08/31　39号(8/15発売)　「盗撮ビデオはこうして作られる!」にて警察ジャーナリスト黒木昭雄氏と出会う。
  - 10月　週刊プレイボーイ2004/10/26 　43号（特大号）「驚くべき撮影技術とチームワーク そして実行犯の正体・・・犯罪AV制作集団の実行犯がすべてをバラす。」（取材協力）
  - 11月　週刊プレイボーイ2004/11/16　46号「緊急警告!!盗撮露天風呂が野放しにされている犯罪性は明らかなのに、なぜか温泉も行政も知らん顔」として事実を隠ぺいした和歌山県警の職務怠慢な実態が記事として掲載。

- 2005年
  - 04月　週刊文春4月28日号 / 4月21日発売号にて、超有名温泉 「盗撮二千人」 やりたい放題の現場を発見！ 犯人は小型カメラを忍ばせた女性客だ。と和歌山県白浜町の盗撮事件を告発記事として掲載。

　　　 日刊ゲンダイ 2005/04/22　記事掲載　入浴盗撮ビデオ　和歌山県白浜温泉が現場だった
- - 05月　週刊プレイボーイ 2005/05/03　｢岩手警察官盗撮事件｣ 警官は盗撮しても無罪放免!? 県警の大アマ処分に怒る! （取材協力
  - 06月　週刊文春 2005/06/02号　盗撮実行犯の女が明かす全手口（取材協力）
  - 07月　和歌山タウン誌　紀州じゃーなる　第171号「人--盗撮天国和歌山の汚名を返上したい。」2005.07.15発行

　　　 朝日新聞 2005/07/21　小型カメラ普及し拍車　盗撮の事件相次ぐ　自民党罰則強める法案　
　　　わかやま新報　
　　　持論　盗撮犯に狙われる日常　上　2005/7/21　
　　　詩論　盗撮犯に狙われる日常　中　2005/7/22
　　　持論　盗撮犯に狙われる日常　下　2005/7/23
- - 08月　議員立法として第162回通常国会に提出が予定されていたが郵政民営化問題の為廃案
  - 09月　フジ産経リビング 2005/09/08　暮らしのリスク管理　盗撮にご注意　　
  - 11月　週刊アサヒ芸能 12月01日特大号　第一弾　問題摘出スクープ・全国有名温泉 狙われる女湯ビデオ盗撮の狡猾手口 として、草津温泉の盗撮実態が告発記事としてコメント記事掲載

　　　 朝日テレビムーブ 韓国盗撮ビジネスの実態  コメント放映
- - 12月　週刊アサヒ芸能  12月08日特大号都内有名ラブホSEX無法盗撮現場をキャッチした!

　　　 週刊アサヒ芸能  12月15日特大号(取)(情) 韓国美女浴場　日本人盗撮団　現地大追跡!　
- 2006年
  - 01月　週刊朝日 第3号あの美人タレントも入浴騒動で巻き込まれた。野晴らし"盗撮現場"の実態　現地調査・記事掲載
  - 04月　スーパーニュース出演
  - 06月　週刊実話  2006/06/08　[黒木昭雄のスバッと正論]内にて掲載(救急車の中で盗撮した巡査部長)　（取材協力）

- 2007年
  - 08月　週刊プレイボーイ 2007/8/20　実録ドキュメント｢盗撮探偵｣VS｢盗撮魔｣ 　
  - 10月　NNN　NEWSリアルタイム　
  - 11月　週刊朝日 2007/11/23　子供まで狙われる温泉盗撮の非道　
    - VOICE ｢サツ担｣　あなたも狙われる盗撮の恐怖
    - ちちんぷいぷい　ボイスインぷいぷい　｢あなたも狙われる盗撮の恐怖｣
    - ぴんぽん　｢女性が女性を盗撮…手口を追跡｣
    - イブニングファイブ　法規制なく野放し、『盗撮』の実態
    - イブニングファイブ　卑劣な盗撮犯を追え！公衆浴場に怪しい女＆トイレにカメラ設置男
    - ワイドスクランブル　のぞき裏DVD激増…被害女性涙告発温泉盗撮魔が卑劣

- - 12月　週刊大衆 12/17号　プロ盗撮団VS温泉旅館｢裏｣DVDを許すな!温泉攻防戦
    - JCASTニュース  2007/10/30 20:25配信　「盗撮」されたTBS久保田アナ　犯人「建造物侵入」立件に激怒

- 2008年　　
  - 05月　読売新聞(埼玉南版) 2008/05/25　盗撮巧妙化　規制　「公共の場」に限定　週刊実話 2008/05/01　黒木昭雄のスバッと正論内にて掲載(｢盗撮｣処罰条例がない法の盲点) 　　
  - 06月   日刊ゲンダイ 2008/06/11　盗撮天国　ニッポン　女子高で生徒が同級生を盗撮　取り締まる法律なし　　週刊朝日 2008/06/20　女子高生「学内盗撮」の脅威 　
  - 08月   週刊朝日 2008/08/08　女性の裸体映像をさらすネットの「わるいやつら」 　
  - 09月　スポーツ報知 2008/09/19　交際中　元塾講師が指図・・・DVD売る　女子高校生が修学旅行で風呂盗撮　　
  - 11月　朝日新聞（山梨） 2008/11/08　元中学教諭に懲役3年求刑　盗撮防止ネットに拡大　サイト通じ出回る映像の回収できずDVDの需要も　讀賣新聞（夕刊）2008/12/27　自宅・更衣室・・・広がる脅威　引っ越し会社ビジネス参入も

- 2009年　
  - 02月　女性セブン 2009/02/26　最新　盗撮の手口 　
  - 10月　朝日新聞（奈良） 2009/10/24　盗撮に「危機意識を」　盗撮巧妙化　手口も巧妙に

- 2010年　　
  - 10月　西日本新聞 2010/10/17　　盗撮「禁止場所」に差　九州7県条例　個室トイレ適用は3件　　
    - 朝日新聞（福岡）2010/10/18　減らぬ盗撮「現行犯の壁」「トラウマ忘れられぬ」街・店内・周囲に気を付けて隠れて見る興奮・スリル・・・やめられず

- 2011年　　　
  - 03月　読売新聞 2011/03/09　レンズ1mm　盗撮の目　時計・眼鏡・ボールペンにまで　購入簡単　数万個まで　法規制求める声も

- 2012年　
  - 11月　山陽新聞　(岡山)2012/11/20　盗撮事件多発　巧妙手口　県内摘発49件 スマートフォンやカメラ　高性能化　誘発か

- 2013年　　
  - 05月　月刊宝島 2013.05号　世の変態たちを徹底分析　なぜ人は「スマホで盗撮」してしまうのか?　
  - 10月　朝日新聞 2013/10/28　手にハイテク　盗撮倍増　スマホ普及・小型隠しカメラ安価に

- 2014年　　
  - 10月　南日本新聞 2014/10/18　小型機器、無音、カモフラージュ・・・盗撮技術巧妙に　スマホ普及で被害増

- 2016年
  - 10月　10/20～21 福岡市盗撮事件に関し

　　　　読売新聞（福岡）
　　　　毎日新聞(全国版)
　　　　NHK放送 福岡ロクイチ　
　　　　RKB毎日放送 今日感ニュース　
　　　　九州朝日放送 アサデス　
- - 11月　週刊文春 11月02日　　
  - 11月30日　和歌山県「公衆に著しく 迷惑をかける暴力的不良行為等の防止に関する条例の一部を改正する条例(案)」に関する意見書を和歌山合同法律事務所 畑純一弁護士と合同で提出

- 2017年
  - 02月　 毎日新聞社・毎日新聞デジタル 02/07

　　　  フジテレビ直撃LIVE グッディ 02/08　 民泊盗撮についてのコメント
　　　  フジテレビ直撃LIVE グッディ 02/22　 警視庁管内で起きた建造物侵入及び盗撮犯罪についてのコメント
- - 12月　  日本テレビ　悪い奴らは許さない で 奈良県生駒市のマッサージ店盗撮の実態が放送されました。

- 2018年
  - 02月20日　県条例で盗撮規制強化　場所・行為を拡大施行　手口巧妙化　何でも偽装にて　
  - 04月　日本経済新聞 04/10　
  - 08月　日本テレビ 08/31　エブリー事件奈良整体師盗撮事件
  - 12月　日本テレビ 12/21　悪い奴らは許さない　直撃　怒りの告発スペシャルにて　奈良整体師盗撮事件

　　　佐賀新聞社にて「盗撮の闇」12月26日～31日間（デジタル版は12/27日～1月1日までの間）記事掲載
　　　＜盗撮の闇（１）＞犯行ツール　偽装カメラ巧妙化、見抜くの困難　
　　　＜盗撮の闇（２）＞「金になる映像」ＤＶＤ販売、有料配信も　
　　　＜盗撮の闇（３）＞被害者、映像流出におびえ
　　　＜盗撮の闇（４）＞身近な病
　　　＜盗撮の闇（5）＞進まぬ法整備　罰則軽く歯止めならず
　　　＜盗撮の闇（6）＞取材ノート　犯罪抑止へ議論深めて
- 2019年
  - 12月　TBSあさちゃん 12/07　
    - NHK全国放送 ニュースきょう一日 12/24　
    - HK 　NEWS ・WEB 12/24　
    - フジテレビ とくダネ! 12/26　
    - KBC　九州朝日放送　12/30　シリタカ

- 2020年
  - 02月　NHK全国放送　NHK 　NEWS ・WEB　02/13　対応をしている京都府京丹後の事件で「京いちにちの放送動画と記事」
  - 03月　NHK 関西ローカル　ニュースほっと関西　03/13　『深刻化する盗撮被害 その実態は』

　　　 NHK ニュースWEB　03/13『深刻化する盗撮被害 その実態は』 
　　　 NHK 京都放送局　03/24　「京いちにち」　にて『深刻化する盗撮被害 その実態は』  
- 2021年
  - 02月　埼玉県教職員不祥事根絶ポータルサイト 02/5　不祥事防止研修プログラム「未来を育てる 私たちの使命と誇り ～不祥事根絶を目指して～」　コメントと資料を提供

- 2022年
  - 08月　静岡新聞社 08/02　狙われたエスカレーター　静岡駅地下で盗撮多発　周囲から見えづらい／人ごみに紛れやすい　
  - 10月　
  - 西日本新聞　福岡支局版 2022/10/06　コロナ下で急増する盗撮摘発・・・生活用品に溶け込む小型カメラ　　　 
    - NHK Web 2022/10/14　 ｢みんなの声で社会をプラスに変える－トイレで、お風呂で・・・日常に潜む盗撮｣　　　　
    - 中日新聞社 2022/10/23 　露天風呂盗撮NO!! コメントが掲載されました。　　
    - カンテレSPORTS 2022/10/29　盗撮行為“厳罰化”も…『撮影罪』法務省の法制審議会で新設案 3年以下の拘禁刑または300万円以下の罰金検討
    - NHKクローズアップ現代 2022/10/26　「急増する盗撮　身近な危険と対策」に出演しました。　

  - 11月　FNNプライムオンライン 22.11.09 15:42配信　“盗撮”で2次被害も　ネットに流出・拡散で消せない…それが「デジタルタトゥ」【大阪発】

## 著書

### 真実の盗撮事件簿[4]
過去、有料配信をしていたもの。最終原稿がHDDの破損にて喪失した関係で、別の以前のHDDに残っていたデータであり、その為誤字脱字等がある。（全国盗撮犯罪防止ネットワークHPの著書から抜粋）